# هجمات شمال سيناء (أكتوبر 2014)
هجوم كرم القواديس هو عبارة عن عمليتان إرهابيتان قامت بهما جماعة أنصار بيت المقدس الموالية لتنظيم الدولة الإسلامية في 24 أكتوبر 2014. الهجوم يعتبر أكثر الهجمات الإرهابية التي استهدفت الجيش المصري دمويةً. راح ضحية العملية الأولى التي وقعت في الشيخ زويد 30 جندي، بينما قُتِل 3 جنود في عملية أخرى في العريش.

## العملية الأولى
بدأت العملية الأولى في تمام الساعة الواحدة ظهراً بالتوقيت المحلي، بالهجوم على كمين كرم القواديس الأمني بمدينة الشيخ زويد. بدأ الهجوم باقتحام شاحنة انتحارية محملة بالمتفجرات للكمين وتفجيرها مما ادى إلى مقتل 18 جندي. ثم بدأت العناصر المسلحة بالتحرك لموقع الكمين مستقلة عربات الدفع الرباعي، واشتبكت مع القوة المتبقية في موقع الكمين بالأسلحة الثقيلة وقذائف الآر بي جي فقتلت 10 جنود على الأقل. كما نفذت العناصر المسلحة إعدام ميداني لأحد الجنود. هذا وقد دمرت العناصر المسلحة دبابة من نوع إم-60 باتون وناقلة جنود مدرعة من نوع إم-113.

## العملية الثانية
وقعت العملية الثانية في نقطة أمنية بمدينة العريش بعد ثلاث ساعات من العملية الأولى. حيث قتل المسلحون 3 جنود مستخدمين الأسلحة الرشاشة.

## المسؤولية
في الرابع عشر من شهر نوفمبر عام 2014، نشرت الدولة الإسلامية مقطع فيديو تظهر فيه تنفيذ الهجوم وتعلن مسؤليتها عنه.

## ردود الفعل

### محلياً
- إعلان الرئيس المصري عبد الفتاح السيسي للحداد الوطني خلال اجتماع طارئ مع مجلس الدفاع الوطني. وقال المجلس في بيان له ان الجيش والشرطة سوف «تتخذ جميع التدابير اللازمة لمواجهة أخطار الإرهاب وتمويله» للحفاظ على أمن المنطقة.
- إعلان حالة الطوارىء وحظر التجوال في محافظة شمال سيناء لمدة ثلاثة أشهر.
- غلق معبر رفح الحدودي بين مصر وقطاع غزة إلى أجل غير مسمى والبدء في إقامة منطقة عازلة على طول الحدود مع قطاع غزة.
- تأجيل محادثات تعزيز وقف إطلاق النار في غزة بين حركة حماس وإسرائيل إلى أجل غير مسمى.

### دولياً
- أدان سفير الاتحاد الأوروبي في القاهرة جيمس موران الهجوم الإرهابي. وقال في تصريح له أن «عدم الاستقرار يدمِّر البلاد للغاية ونتمنى أن تتم مكافحة الإرهاب على الفور، ونفهم أن هناك عددًا من الضحايا في هذا العمل، ونحن قلوبنا معهم ونتعاطف معهم كثيرًا، ونأمل مكافحة الإرهاب في أقرب وقت».
 تركيا - أدانت تركيا التفجير المميت الذي استهدف القوات العسكرية المصرية في شبه جزيرة سيناء. وقالت وزارة الخارجية التركية في بيان يوم السبت "نقدم تعازينا لعائلات الضحايا ونتمنى الشفاء العاجل للمصابين.